# 시고꾸조선초중급학교
시고꾸조선초중급학교(일본어: 四国朝鮮初中級学校 시코쿠 조선 초중급학교[*])는 일본 에히메현 마쓰야마시에 있는 시코쿠에서 유일한 조선학교이다.

## 연혁
- 1947년 - 마쓰야마 조선인 학교로 설립
- 1949년 - 조선학교 폐쇄령으로 폐쇄
- 1964년 - 현재의 교명으로 재설립
- 1969년 - 각종학교로 인가

## 학과
- 중급부
- 초급부